# Weimarer Ausgabe (Luther)

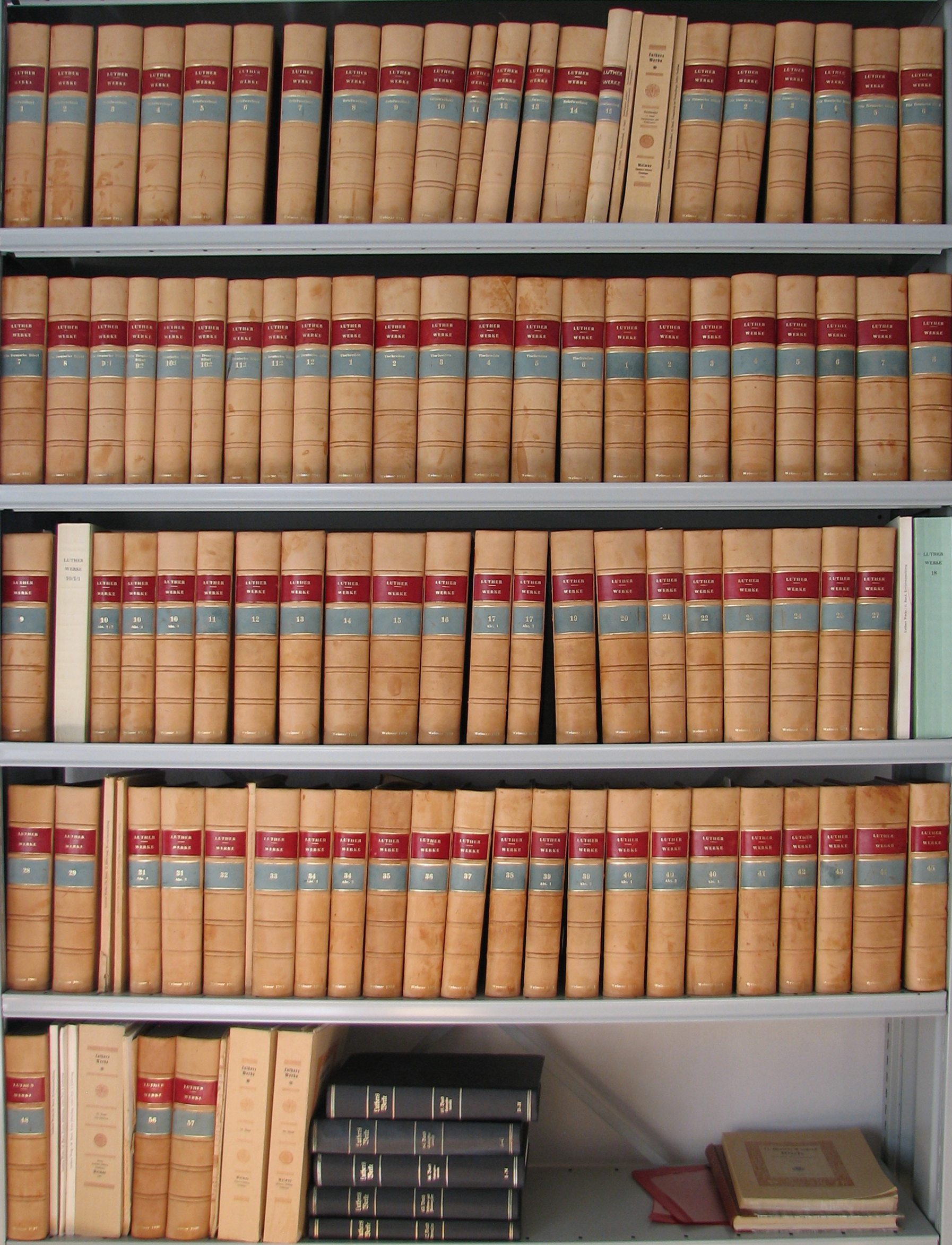
Weimarer Ausgabe

Die so genannte Weimarer Ausgabe (WA) ist eine kritische Gesamtausgabe, die sämtliche Schriften Martin Luthers sowie seine von anderen aufgezeichneten mündlichen Äußerungen in lateinischer oder deutscher Sprache umfasst. Der offizielle Titel dieser Ausgabe lautet: D. Martin Luthers Werke.

## Geschichte
Die WA wurde 1883 zum 400. Geburtstag Luthers begonnen und konnte im Jahr 2009 abgeschlossen werden. Die WA hat 119 Bände (darunter einige, die in mehreren Teilbänden erschienen sind) im Quartformat mit insgesamt ca. 80.000 Seiten. Die WA war ein Projekt unter der Leitung einer Kommission, die vom preußischen Bildungsministerium zusammengestellt wurde. Später –, nach dem Ende Preußens im Jahr 1945 –, übernahm die Heidelberger Akademie der Wissenschaften eine überwachende Rolle bei der Gestaltung der Weimarer Ausgabe.
Sie gliedert sich in:
- Schriften / Werke, 80 Bände (WA)
- Deutsche Bibel, 15 Bände (WA DB)
- Tischreden, 6 Bände (WA TR)
- Briefwechsel, 18 Bände (WA BR)

Zu allen Abteilungen ist ein Sachregister erstellt worden.
Die WA liegt auch als elektronische Datenbank vor, die jedoch nur in einem Uni-Netz mit installiertem Citrix ICA-Client für jene zugänglich und nutzbar ist, die als Nutzer akzeptiert worden sind. Der allgemeinen, öffentlichen Nutzung ist damit ein Riegel vorgeschoben. Jedoch besteht die Möglichkeit bei Internet Archive (s. u.) die Werke bis Band 54 einzusehen und herunterzuladen.
Neben der WA gibt es noch andere Lutherausgaben, die wissenschaftlichen Ansprüchen genügen, jedoch alle nicht vollständig sind. Zu den Herausgebern der WA zählen u. a. Rudolf Hermann und Gerhard Ebeling.

## Abteilung Schriften / Werke
- WA 1. Schriften 1512/18 (einschließlich Predigten, Disputationen)
- WA 2. Schriften 1518/19 (einschließlich Predigten, Disputationen)
- WA 3. Psalmenvorlesung 1513/15 (Ps. 1–84)
- WA 4. Psalmenvorlesung 1513/15 (Ps. 85–150); Randbemerkungen zu Faber Stapulensis;[1] Richtervorlesung 1516/17; Sermone 1514/20
- WA 5. 2. Psalmenvorlesung 1519/21 (Ps. 1–22)
- WA 6. Schriften 1519/20 (einschließlich Predigten, Disputationen)
- WA 7. Schriften 1520/21 (einschließlich Predigten, Disputationen)
- WA 8. Schriften 1521/22 (einschließlich Predigten, Disputationen)
- WA 9. Schriften und Predigten 1509/21 (Nachträge und Ergänzungen zu Band 1–8)
- WA 10. I. 1. Band, Weihnachtspostille 1522
- WA 10. I. 2. Band, Adventspostille 1522; Roths Sommerpostille 1526
- WA 10. II. Band, Schriften 1522.
- WA 10. III. Band, Predigten 1522.
- WA 11. Predigten und Schriften 1523.
- WA 12. Reihenpredigt über 1. Petrus 1522; Predigten 1522/23; Schriften 1523.
- WA 13. Vorlesungen über die Kleinen Propheten 1524/26
- WA 14. Reihenpredigten über 2. Petrus, Judas und 1. Mose 1523/24; Vorlesung über 5. Mose 1523/24
- WA 15. Predigten und Schriften 1524.
- WA 16. Reihenpredigten über 2. Mose 1524/27
- WA 17. I. Band, Predigten 1525.
- WA 17. II. Band, Fastenpostille 1525; Roths Festpostille 1527
- WA 18. Schriften 1525.
- WA 19. Schriften 1526.
- WA 20. Vorlesungen über Prediger Salomonis und 1. Johannesbrief 1526/27; Predigten 1526.
- WA 21. Roths Winterpostille 1528; Crucigers Sommerpostille 1544
- WA 22. Crucigers Sommerpostille (Fortsetzung) 1544
- WA 23. Predigten und Schriften 1527.
- WA 24. Reihenpredigten über 1. Mose (1523/24), Druckfassung 1527.
- WA 25. Vorlesungen über Titus und Philemon 1527; Vorlesung über Jesaja (1528/30), Druckfassung 1532/34; Reihenpredigten über 3. und 4. Mose 1527/28
- WA 26. Vorlesung über 1. Timotheus 1528; Schriften 1528.
- WA 27. Predigten 1528.
- WA 28. Reihenpredigten über Matthäus 11–15, Johannes 16–20 und 5. Mose 1528/29
- WA 29. Predigten 1529.
- WA 30. I. Band, Katechismuspredigten 1528; Großer und Kleiner Katechismus 1529.
- WA 30. II. Band, Schriften 1529/30 (Revisionsnachtrag von 1967)
- WA 30. II. Band, Revisionsnachtrag
- WA 30. III. Band, Schriften 1529/32 (Revisionsnachtrag von 1970)
- WA 30. III. Band, Revisionsnachtrag
- WA 31. I. Band, Psalmenauslegungen 1529/32
- WA 31. II. Band, Vorlesungen über Jesaja und Hoheslied 1528/31
- WA 32. Predigten 1530; Reihenpredigten über Matthäus 5–7 1530/32
- WA 33. Reihenpredigten über Johannes 6–8 1530/32 (Revisionsnachtrag von 1963)
- WA 34. I. Band, Predigten 1531.
- WA 34. II. Band, Predigten 1531.
- WA 35. Lieder
- WA 35. Wort- und Sachregister
- WA 36. Predigten 1532.
- WA 37. Predigten 1533/34
- WA 38. Schriften 1533/36
- WA 39. I. Band, Disputationen 1535/38
- WA 39. II. Band, Disputationen 1539/45
- WA 40. I. Band, 2. Galatervorlesung (cap. 1–4) 1531.
- WA 40. II. Band, 2. Galatervorlesung (cap. 5–6) 1531; Vorlesungen über Psalm 2, 45 und 51 1532.
- WA 40. III. Band, Vorlesungen über die Stufenpsalmen und Ps. 90 1532/35; Vorlesungen über Jesaja 9 und 53 1543/44; Auslegung von Hosea 13 1545.
- WA 41. Predigten 1535/36 (Revisionsnachtrag von 1974)
- WA 42. Genesisvorlesung (cap. 1–17) 1535/38
- WA 43. Genesisvorlesung (cap. 8–30) 1538/42
- WA 44. Genesisvorlesung (cap. 31–50) 1543/45
- WA 45. Predigten 1537 und Predigtkompilationen (30er Jahre); Reihenpredigten über Johannes 14–15 (1533), Druckfassung 1538.
- WA 46. Reihenpredigten über Johannes 16 (1533/34), Druckfassung 1538; Predigten 1538; Reihenpredigten über Johannes 1–2 1537/38
- WA 47. Reihenpredigten über Johannes 3–4 und Matthäus 18–24 1537/40; Predigten 1539.
- WA 48. Bibel- und Bucheinzeichnungen (Revisionsnachtrag von 1972); Nachträge zu Schriften, Predigten und Tischreden
- WA 49. Predigten 1540/45
- WA 50. Schriften 1536/39
- WA 51. Predigten 1545/46; Auslegung des 23. und 101. Psalms 1534/36; Schriften 1540/41; Sprichwörter-Sammlung (o. D.)
- WA 52. Hauspostille 1544 (Veit Dietrich)
- WA 53. Schriften 1542/43
- WA 54. Schriften 1543/46
- WA 55. I. Band, 1. Psalmenvorlesung 1513/15, Glossen
- WA 55. II. Band, 1. Psalmenvorlesung 1513/15, Scholien
- WA 56. Römervorlesung (Hs.) 1515/16
- WA 57. Römervorlesung (Nss.) 1515/16; 1. Galatervorlesung 1516; Hebräervorlesung 1517/18
- WA 58. I. Band, Register I–III (Persönliches, Personen, Orte) zu Band 1–54
- WA 59. Nachträge zu Band 1–57 und zu den Abteilungen ‘Deutsche Bibel’ und ‘Tischreden’
- WA 60. Nachträge zu Band 1–57; Geschichte und Bibliographie der Luther-Ausgaben vom 16.–19. Jahrhundert
- WA 61. Inhaltsverzeichnis zur Abteilung ‘Schriften’ Band 1–60 nebst Verweisen auf die Abteilungen ‘Deutsche Bibel’, ‘Briefwechsel’, ‘Tischreden’
- WA 62. Ortsregister zur Abteilung Schriften Band 1–60 einschließlich geographischer und ethnographischer Bezeichnungen
- WA 63. Personen- und Zitatenregister zur Abteilung Schriften Band 1–60
- WA 64. Lateinisches Sachregister zur Abteilung Schriften Band 1–60, a–cyriologia
- WA 65. Lateinisches Sachregister zur Abteilung Schriften Band 1–60, daemon–hysteron proteron
- WA 66. Lateinisches Sachregister zur Abteilung Schriften Band 1–60, iaceo–nycticorax
- WA 67. Lateinisches Sachregister zur Abteilung Schriften Band 1–60, o–rutilus
- WA 68. Lateinisches Sachregister zur Abteilung Schriften Band 1–60, s–zythum
- WA 69. Deutsches Sachregister zur Abteilung Schriften Band 1–60, A–exzitieren
- WA 70. Deutsches Sachregister zur Abteilung Schriften Band 1–60: F–Häutlein
- WA 71. Deutsches Sachregister zur Abteilung Schriften Band 1–60. He–Nutzung
- WA 72. Deutsches Sachregister zur Abteilung Schriften Band 1–60. O–Titel
- WA 73. Deutsches Sachregister zur Abteilung Schriften Band 1–60. Toben–Z

## Abteilung Deutsche Bibel
- WA DB 1. Vorstücke: Luthers eigenständige Niederschriften der Erstübersetzung (Altes Testament: Buch der Richter — Hohes Lied)
- WA DB 2. Vorstücke: Luthers eigenhändige Niederschriften der Übersetzung (Altes Testament: Propheten; Weisheit Sal.; Sirach). Bibliographie der Drucke der Lutherbibel 1522 — 1546
- WA DB 3. Eigenhändige Aufzeichnungen Luthers in sein Psalterhandexemplar von 1528. Text der Revisionsprotokolle zum Psalter 1531. Text der Bibelrevisionsprotokolle 1539 — 1541 und handschriftliche Eintragungen Luthers in sein Handexemplar des Alten Testaments von 1539/1538.
- WA DB 4. Bibelrevisionen (Schluß) und Eintragungen in Handexemplaren.
- WA DB 5. Text der Vulgata-Revision von 1529.
- WA DB 6. Das Neue Testament. Erste Hälfte (Evangelien und Apostelgeschichte).
- WA DB 7. Das Neue Testament. Zweite Hälfte (Episteln und Offenbarung).
- WA DB 8. Übersetzung des Ersten Teils des Alten Testaments (Die 5 Bücher Mose).
- WA DB 9. I. Die Übersetzung des Andern Teils des Alten Testaments (Buch Josua — 1. Buch der Könige).
- WA DB 9. II. Die Übersetzung des Andern Teils des Alten Testaments (2. Buch der Könige — Esther).
- WA DB 10. I. Die Übersetzung des Dritten Teils des Alten Testaments (Buch Hiob und Psalter).
- WA DB 10. II. Die Übersetzung des Dritten Teils des Alten Testaments (Sprüche Salomonis bis Hohelied Salomonis).
- WA DB 11. I. Die Übersetzung des Prophetenteils des Alten Testaments (Die Propheten Jesaja bis Hesekiel)
- WA DB 11. II. Die Übersetzung des Prophetenteils des Alten Testaments (Daniel bis Maleachi).
- WA DB 12. Die Übersetzung des Apokryphenteils des Alten Testaments.

## Abteilung Tischreden
- WA TR 1. Tischreden aus der ersten Hälfte der dreißiger Jahre

Nr. 1–656: Veit Dietrichs Nachschriften
Nr. 657–684: Nachschriften Nikolaus Medlers
Nr. 685–1231: Veit Dietrichs und Nikolaus Medlers Sammlung
- WA TR 2. Tischreden aus den dreißiger Jahren

Nr. 1232–1889: Johannes Schlaginhaufens Nachschriften
Nr. 1890–1949: Ludwig Rabes Sammlung
Nr. 1950–2802b: Die Sammlung von Konrad Cordatus (Erste Hälfte)
- WA TR 3. Tischreden aus den dreißiger Jahren

Nr. 2803a–3416: Die Sammlung von Konrad Cordatus (Schluß)
Nr. 3417–3462: Tischreden aus der Handschrift „Cord. B.“
Nr. 3463a–3463h: Tischreden aus der Handschrift Zwick.
Nr. 3464a–3464p: Tischreden aus der Handschrift „Wolf. 3231.“
Nr. 3465–3659: Anton Lauterbachs und Hieronymus Wellers Nachschriften aus den Jahren 1536 und 1537
Nr. 3660–3682: Tischreden aus dem 1. Abschnitt der Handschrift „Math. L.“
Nr. 3683–4201: Anton Lauterbachs Tagebuch auf Jahr 1538
- WA TR 4. Tischreden aus den Jahren 1538–1540

Nr. 4202–4318: Tischreden, die in der Sammlung B. und in der Handschrift Khum. ins Jahr 1538 datiert werden.
Nr. 4319–4719: Anton Lauterbachs Tagebuch aufs Jahr 1539.
Nr. 4720–4756: Tischreden, die in der Sammlung B. ins Jahr 1539 datiert werden.
Nr. 4757–4857: Die Sammlung Khummer.
Nr. 4857a–4857p: Tischreden aus der Handschrift „Dresd. 1. 423“ und aus dem 7. Abschnitt der Handschrift Math. L.
Nr. 4858–5341: Nachschriften von Johannes Mathesius 1540.
- WA TR 5. Tischreden aus den Jahren 1540–1544

Nr. 5342–5378: Tischreden aus dem Jahre 1540, die wahrscheinlich nicht von Johannes Mathesius nachgeschrieben sind.
Nr. 5379–5603: Kaspar Heydenreichs Nachschriften aus den Jahren 1542 und 1543
Nr. 5604–5658: Tischreden aus der Handschrift „Clm. 937“.
Nr. 5659–5675: Hieronymus Besolds Nachschriften 1544
Nr. 5676–5749: Tischreden aus der Handschrift „Clm. 943“.
Nr. 5750–5790: Tischreden aus der Handschrift „Clm. 939“.
Nr. 5791–5824: Tischreden der Handschrift „Bav.“ und „Oben.“
Nr. 5825–5889: Tischreden aus der Handschrift „Luth.-Mel.“
Nr. 5890–5941: Tischreden aus der Handschrift „Wolf. 3232“
Nr. 5942–5989: Tischreden aus Georg Rörers Handschriftenbänden.
Nr. 5990–6507: Tischreden aus Anton Lauterbachs Sammlung „B.“
- WA TR 6. Tischreden aus verschiedenen Jahren, aus Johannes Aurifabers Sammlung

Nr. 6508–7075: Tischreden aus Johannes Aurifabers Sammlung (Abkürzung: FB)

## Abteilung Briefwechsel
- WA BR 1. 1501–26. Januar 1520.
- WA BR 2. 27. Januar 1520–1522
- WA BR 3. 1523–1525
- WA BR 4. 1526–1528
- WA BR 5. 1529–1530
- WA BR 6. 1531–1533
- WA BR 7. 1534–1536
- WA BR 8. 1537–1539
- WA BR 9. 1540–28. Februar 1542.
- WA BR 10. 1. März 1542–31. Dezember 1544.
- WA BR 11. 1. Januar 1545–3. März 1546.
- WA BR 12. Nachträge
- WA BR 13. Nachträge und Berichtigungen. Synoptische Tabelle
- WA BR 14. Beschreibendes Handschriftenverzeichnis. Geschichte der Lutherbriefeditionen (nebst Bibliographie). Nachträge und Berichtigungen
- WA BR 15. Personen- und Ortsregister
- WA BR 16. Sonderregister „Luther“. Korrespondentenverzeichnis. Bibelstellenregister. Zitatenregister
- WA BR 17. Theologisches und Sachregister
- WA BR 18. Alphabetisches Verzeichnis der Textanfänge. Letzte Nachlese